# Aermacchi Cigno
Die Aermacchi Cigno (auch Aermacchi 125 Modelo N) ist ein Motorroller, den die italienische Firma Aeronautica Macchi von 1951 bis 1953 herstellte. „Cigno“ bedeutet im Deutschen „Schwan“.

## Geschichte
Die Cigno war das erste motorisierte Zweirad des Herstellers und wurde 1951 vorgestellt. Der Motorroller mit großen Rädern wurde von Lino Tonti konstruiert und war als Konkurrenz zum erfolgreichen Motorroller Moto Guzzi Galletto geplant. Ab 1952 wurden dieser ersten Version die sportlichere, aber mit dem gleichen Motor ausgestattete Monsone und das ähnlich aufgebaute Zweizylindermodell Bicilindrica zur Seite gestellt.
1953 wurde die Cigno durch die ähnlich aufgebaute Ghibli abgelöst.

## Technik
Motor und Antrieb
Die Cigno hat einen luftgekühlten Einzylinder-Zweitaktmotor mit nahezu waagerecht liegendem Zylinder und Rundschiebervergaser mit 17 mm Durchlass. Auf dem linken Stumpf der zweifach gelagerten Kurbelwelle befindet sich eine Mehrscheiben-Trockenkupplung, über die die Motorkraft an ein geradverzahntes Dreiganggetriebe weitergeleitet wird. Mit dem Hinterrad ist das Getriebe durch eine Kette verbunden.
Der Kraftstofftank mit dem Öl-Benzin-Gemisch im Verhältnis 1 : 17 befindet sich unter dem Sattel. Der Zündfunke kommt von einem Zündlichtmagnet.
Rahmen und Fahrwerk
Die Cigno hat einen Pressstahlrahmen. Beide Räder sitzen in gefederten Schwingen (vorn geschoben, hinten gezogen) mit Reibungsstoßdämpfern. Am Lager der hinteren Schwinge sind auch Motor und Getriebe befestigt. Rahmen und Kotflügel waren stets in Beige lackiert.
Räder und Bremsen
Die Drahtspeichenräder sind vorn und hinten mit 17 Zoll gleich groß, in beide sind Halbnaben-Trommelbremsen eingebaut. Die hintere Bremse wird über einen Fußhebel an der linken Motorseite und ein Gestänge betätigt, die vordere mit einem Handhebel am Lenker und einem Seilzug.

## Technische Daten
| Baujahre              | 1951–1953                                                 |                              |                              |
| Motor                 | fahrtwindgekühlter Einzylinder-Zweitaktmotor, Kickstarter |                              |                              |
| Hubraum               | 123 cm³                                                   |                              |                              |
| Verdichtung           | 5,7 : 1                                                   |                              |                              |
| Bohrung × Hub         | 52 × 58 mm                                                |                              |                              |
| Nennleistung          | 4,5 PS (3,3 kW) bei 4500/min                              |                              |                              |
| Vergaser              | Rundschiebervergaser, 17 mm Ansaugdurchmesser             |                              |                              |
| Schmierung            | Zweitaktgemisch 1 : 17                                    |                              |                              |
| Zündung               | Magnetzündung                                             | Magnetzündung                | Magnetzündung                |
| Kupplung              | Mehrscheiben-Trockenkupplung                              | Mehrscheiben-Trockenkupplung | Mehrscheiben-Trockenkupplung |
| Getriebe              | 3-Gang-Getriebe                                           |                              |                              |
| Endantrieb            | Kette                                                     |                              |                              |
| Rahmenbauart          | Pressstahlrahmen                                          |                              |                              |
| Radaufhängung vorn    | geschobene Langschwinge mit Reibungsstoßdämpfer           |                              |                              |
| Radaufhängung hinten  | Langschwinge mit Reibungsstoßdämpfer                      |                              |                              |
| Bereifung vorn        | 3,00 × 17″                                                |                              |                              |
| Bereifung hinten      | 3,00 × 17″                                                |                              |                              |
| Bremse vorn           | Halbnaben-Trommelbremse, handbetätigt, ø 125 mm           |                              |                              |
| Bremse hinten         | Halbnaben-Trommelbremse, fußbetätigt, ø 125 mm            |                              |                              |
| Höchstgeschwindigkeit | 75 km/h                                                   |                              |                              |

Quellen: 